# Larslund
Larslund är en ort och tidigare stationssamhälle cirka 10 kilometer väster om centralorten Nyköping i Södermanlands län. Orten började etableras i slutet av 1800-talet i samband med att järnvägen Grängesberg–Oxelösund byggdes.
I Larslund finns vattenverket Nyköping Vatten som förser bland annat tätorterna Nyköping och Oxelösund med dricksvatten. Råvattnet pumpas från sjön Yngaren till anläggningen i Larslund där det renas i grusåsarna.

## Före detta flygbas och civilt flygfält
1939–1940 anlades en flygvapenbas, Fält 10 Larslund/Enstaberga, cirka 1,5 kilometer väster om orten. Basen omfattade bana och ladvärn (hangarer kamouflerade till mangårdsbyggnader, ladugårdar och andra byggnader). Från 1955 var platsen nödlandningsstråk och krigsbas för flygspaningsgrupp. Den militära verksamheten lades ned 1969. Från 1970 användes flygfältet som civilt flygfält fram till 1978 då det lades ned.